# Ходьков, Олег Валерьевич
Оле́г Вале́рьевич Ходько́в (род. 5 апреля 1974 года, Краснодарский край, СССР) — российский гандболист и тренер, функционер. Главный тренер МГК ЦСКА с 2021 года.

## Карьера
Олег Ходьков выступал за СКИФ, немецкий «ВЕЛ Гуммерсбах» и испанский «Бидасоа». Стал чемпионом мира 1995 года среди молодежи. В составе основной сборной становился олимпийским чемпионом (2000), серебряным призёром чемпионата мира (1999) и Европы (2000) и серебряным призером Кубка мира (1996, 1999). В 1999 году Олег Ходьков был признан лучшим левым полусредним мира.
На летней Олимпиаде в Сиднее всего отыграл 6 матчей, забросив суммарно 11 мячей, из них 4 мяча в ворота Словении в четвертьфинале (победа 33:22) и один мяч в ворота Швеции в финале (победа 28:26).
В 2000 году получил звание «заслуженный мастер спорта России». Награждён медалью «За выдающийся вклад в развитие Кубани». Хобби — рыбалка. В феврале 2014 года участвовал в эстафете олимпийского огня Игр в Сочи.